# Comuna Vorobiivka, Bilohirea
Vorobiivka (în ucraineană Воробіївка) este o comună în raionul Bilohirea, regiunea Hmelnîțkîi, Ucraina, formată din satele Pohorilți, Tîhomel și Vorobiivka (reședința).

## Demografie
Componența lingvistică a comunei Vorobiivka
     Ucraineană (99,16%)
     Alte limbi (0,84%)
Conform recensământului din 2001, majoritatea populației comunei Vorobiivka era vorbitoare de ucraineană (99,16%), existând în minoritate și vorbitori de alte limbi.